# Glyphomitrium gardneri
Glyphomitrium gardneri là một loài rêu trong họ Ptychomitriaceae. Loài này được (Lesq.) Broth. mô tả khoa học đầu tiên năm 1902.